# Присяга
Прися́га — офіційне урочисте зобов'язання, що береться з нагоди отримання певних особливо відповідальних обов'язків чи вступу в особливий соціальний стан. У присязі поєднуються правові та моральні соціальні норми, тож вона може закріплюватися як звичаями, традиціями, так і правовими актами. Це осучаснена форма клятви.
Присягу складають публічно. Складення присяги передбачає право всіх і кожного взяти звіт з того, хто присягнув, на її дотримання. Порушення присяги тягне за собою різні види соціальної відповідальності.

## В ЗУНР
Присягу на вірність українській державі і народу складали низка категорій населення Західноукраїнської Народної Республіки у 1918—1919 рр. Зокрема, присягали на вірність Україні посли Української національної ради, члени Ради державних секретарів (міністрів) ЗУНР, повітові і міські комісари, працівники залізниці, пошти, службовці телеграфної і телефонної служб, прокурори, судді, нотаріуси, жандарми, члени виборчих, земельних комісій, ін. співробітники державних органів та самоврядування. До державних службовців прирівнювали вчителів народних шкіл, гімназій, учительських семінарій, викладачів університетів. Вони також мали складати присягу на вірність ЗУНР.
Окрім усної присяги, кожен службовець повинен був підписати спеціальний письмовий бланк із присягою і внесеними особистими даними. Складання присяги в кожній зі структур влади ЗУНР визначалося спеціальним розпорядком із зафіксованим текстом і процедурою. Як правило, масові присяги відбувалися в листопаді 1918. Згодом їх проводили в індивідуальному порядку в разі кадрових змін в органах влади чи в міру потреби. На вірність Українській Державі й народу присягали делегати низки українських політичних партій, учасники їхніх з'їздів, представники духовенства.
Складання присяги супроводжувалося певними урочистостями, ритуалами. Здебільшого процедура відбувалася на центральних площах міст (Бучач, Золочів, Стрий, Калуш, Коломия, Станиславів та ін.), за великої кількості глядачів, духовенства, представників органів влади. У низці випадків стрільці й старшини УГА складали присягу біля могил загиблих товаришів.

## В сучасній Україні
Згідно з вимогами законодавства і традиціями, присягу в Україні, зокрема, складають:
- Президент України

- Народні депутати України

- Члени Кабінету Міністрів України

- Судді

- Члени Вищої ради правосуддя

- Державні службовці

- Посадові особи місцевого самоврядування

- Адвокати

- Нотаріуси

- Особи начальницького складу Національного антикорупційного бюро України

- Прокурори

- Поліцейські

- Службовці податкової міліції

- Службовці Державної служби спеціального зв'язку та захисту інформації України

- Службовці цивільного захисту

- Пластуни "Присягаю своєю честю, що робитиму все, що в моїх силах, щоб бути вірним Богові і Україні, допомагати іншим, жити за Пластовим Законом і слухатись пластового проводу".

- Лікарі
- Військовослужбовці
- Олімпійці

## Галерея
|                                                                                |
| 36-й президент США Ліндон Джонсон складає присягу на борту Air Force One, 1963 |

|                                                    |
| Присяга президента Грузії Міхеіла Саакашвілі, 2004 |

|                                              |
| Присяга старшинської школи УПА «Олені», 1944 |